# 中國—巴勒斯坦關係
中國—巴勒斯坦關係（阿拉伯语：‎），此條目敘述的是中華人民共和國與巴勒斯坦國的雙邊外交關係，雙方外交關係始於1965年3月22日，在中国人民外交学会主席吴学谦的主持下，巴勒斯坦解放组织驻北京办事处成立，享受大使馆待遇。
1988年11月20日，中华人民共和国宣布正式承认巴勒斯坦国並與之建交，同年12月20日，巴解驻北京办事处升格为巴勒斯坦驻华大使馆。

## 歷史
1949年中國共產黨於第二次國共內戰中獲勝後，中國共產黨主席毛澤東宣布中華人民共和國成立。中國承認以色列國，但也同時支持阿拉伯人和巴勒斯坦人。毛澤東支持解放巴勒斯坦民主陣線及解放巴勒斯坦人民陣線，這是當時兩個巴勒斯坦的主要政黨。
1965年，巴勒斯坦解放組織代表訪問北京，會談中毛澤東將以色列與台灣進行了比較，稱這兩個地方是「帝國主義」為了遏制阿拉伯人和中國人而創建的。周恩來當時更直接說以色列是「美帝國主義」創建的，對阿拉伯鄰國構成威脅。同年5月，巴勒斯坦解放組織在中國設立外交機構，中國成為第一個與巴勒斯坦建立關係的非阿拉伯國家。
1971年中華人民共和國加入聯合國後，繼續支持巴勒斯坦人。 1974年夏天，巴解組織在北京開設了大使館。
中國支持联合国大会第3379号决议，該決議在1975年通過，將猶太復國主義與種族主義連結起來。
1976年毛澤東逝世及文化大革命結束後，中共新一屆領導層上台，掌權的鄧小平減少了對巴勒斯坦軍事團體的直接支持。最終於1978年切斷了軍事援助，但同時表示支持戴維營協議及兩國方案。
1988年，中國無視以色列和美國的反對，連同國際間的數十個國家，支持《巴勒斯坦獨立宣言》，並於同年11月20日正式宣布承认巴勒斯坦国并与之建交。
自1990年7月5日起，中國向巴勒斯坦派駐正式外交人員。最初的外交事務是由中华人民共和国驻突尼斯大使兼任。1995年12月，中國在加沙设立中华人民共和国驻巴勒斯坦民族权力机构办事处，2004年5月办事处迁至拉姆安拉，2008年6月正式名稱改為中華人民共和國駐巴勒斯坦國公署，突尼斯大使不再兼任驻巴勒斯坦大使，而是直接派遣大使。2013年，办事处更名为中华人民共和国驻巴勒斯坦国办事处。2014年，中国中东问题特使吴思科在卡塔尔多哈会见哈马斯最高领导人马沙勒。
2023年6月14日，两国元首宣布建立中巴战略伙伴关系。中国领导人习近平提出三点主张，包括認為解决巴勒斯坦问题的根本出路在于建立以1967年边界为基础、以东耶路撒冷为首都、享有完全主权的独立的巴勒斯坦国。
2023年10月爆發以色列—哈馬斯戰爭，中國发布声明，呼吁有关各方保持冷静克制，但始終拒絕譴責哈馬斯的突襲，引起以色列的批评。其後中國再次譴責傷害平民的任何行為，但同時指出以巴冲突問題的根源是以色列不斷吞噬本屬於巴勒斯坦的領土，及逼害巴勒斯坦人。在這次記者會中，雖然中國譴責任何傷害平民的行為，但依舊沒有點名批評哈馬斯。同月，外交部长王毅表示以色列在以巴冲突的行为已超越自卫范围，应停止对加沙地带民众的集体惩罚，又表示支持阿拉伯和伊斯兰国家形成共同立场。有媒体因此认为中国的立场倾向阿拉伯及巴勒斯坦阵营。

## 政治關係
中華人民共和國成立以後一直都支持巴勒斯坦人，毛澤東給予了許多經濟及軍事上的支援給巴勒斯坦的各組織。毛澤東逝世後，新任領導人鄧小平繼續支持巴勒斯坦，但因為跟西方關係改善及轉向務實外交方針，開始減少軍事上的直接支持，但在外交及經濟上的支援一直增多。在江澤民和胡錦濤兩任中共中央總書記主政時期，中華人民共和國繼續在原則上支持中東和平進程和奧斯陸協議。巴勒斯坦解放組織主席亞西爾·阿拉法特曾14次訪華，他的繼任者馬哈茂德·阿巴斯也曾多次訪華。
中國與巴勒斯坦內部的兩大派別同時保持良好的關係，同時在包括聯合國體系下的不同情勢下支持及同情巴勒斯坦。

### 與法塔赫關係
中國與法塔赫關係密切，默認其為巴勒斯坦的合法代表。2012年11月29日，中國投票贊成聯合國大會第67/19號決議，給予巴勒斯坦聯合國非會員觀察員國地位。巴勒斯坦國因此由联合国观察员实体升格为非会员观察员国，也使巴勒斯坦可在国际刑事法院向以色列提起诉訟。
中國投票支持聯合國安全理事會第2334號決議，譴責以色列在約旦河西岸建造定居點，占領的東耶路撒冷等巴勒斯坦領土。指責以色列的定居活動「公然違反」國際法，並且「沒有法律效力」。決議要求以色列馬上停止這種活動並履行日內瓦第四公約中規定的占領國的義務。
2016年初，中國領導人習近平在阿盟會議上重申中國支持「建立以東耶路撒冷為首都的巴勒斯坦國」，習近平還宣布了一項價值 5,000 萬元人民幣（760 萬美元）的援助項目，用於在巴勒斯坦領土上建造太陽能發電站。
2017年4月，中國外交部長王毅與巴勒斯坦外交部長馬利基的會晤中稱，缺乏「一個擁有完全主權的獨立[巴勒斯坦]國家」是「可怕的不公正」。 王毅表示，中方支持巴勒斯坦人在1967年六日戰爭前劃定的邊界基礎上建立獨立國家的努力，並支持在東耶路撒冷建立未來的首都。
2017年7月，中共中央總書記習近平就“以巴衝突問題”提出“四點主張”，進一步明確中方立場。第一，中方支持在巴勒斯坦問題框架內建立獨立、主權的巴勒斯坦。以1967年邊界為基礎、以東耶路撒冷為首都的兩國方案。
2019年，川普政府提出的“川普和平計劃”受到中國的批評，稱其過於偏向以色列。
2023年6月13日，巴勒斯坦國總統阿巴斯對中國進行為期四天的訪問，這是他第五次正式訪華。訪問期間，他會見了中共中央總書記習近平和中國國務院總理李強，討論了巴勒斯坦最新事態發展以及其他地區和國際問題。 中方已表示願協助推動以巴和談。 訪問期間，中國宣布與巴勒斯坦權力機構建立「戰略夥伴關係」。 在訪問期間，習近平提出了解決巴以衝突的三點建議：建立以1967年邊界為基礎、以東耶路撒冷為首都的巴勒斯坦國； 向巴勒斯坦提供人道援助； 並召開「規模更大、更有權威、更有影響力的國際和平會議」來促進。 

### 與哈馬斯關係
中國與哈馬斯的關係相比法塔赫來說，屬於比較冷淡，但中國拒絕稱哈馬斯為恐怖組織。哈馬斯在2006年巴勒斯坦立法選舉獲勝後，中國承認哈馬斯的合法地位，稱其為巴勒斯坦人民的民選代表。 2006年6月，中國不顧美國和以色列的抗議，邀請時任巴勒斯坦外長、哈馬斯代表哈茂德·扎哈爾出席中國-阿拉伯合作論壇。當時哈馬斯雖與法塔赫有尖銳的派別衝突，但中國的決定依舊得到法塔赫領導人阿巴斯的讚揚。
2008-2009年加薩戰爭，以色列國防軍對對巴勒斯坦加薩走廊的哈馬斯目標執行代號「鑄鉛行動」的空襲，行動中以色列在人口密集的平民地區使用違禁武器白磷彈。聯合國表示加薩走廊出現嚴重的人道主義危機，頭兩天的空襲就已造成320名巴勒斯坦人死亡，超過1400人受傷，為報復以色列的軍事打擊，哈馬斯向以色列境內目標發射火箭彈和迫擊炮還擊。時任中國外交部發言人秦剛譴責以色列使用白磷彈及攻擊平民，敦促雙方透過對話解決爭端。
由於2008年-2009年的加薩戰爭以色列封鎖加薩地區，違反聯合國安理會決議，再次造成人道主義危機。於是在2010年5月，自由加薩運動派遣船隊前往加薩運送人道救援物資，但卻遭到以色列軍方在公海攻擊船隊，10名船隊乘員遭登船以軍殺害，60名船隊乘員受傷。時任中國外交部發言人馬朝旭強烈譴責以色列，敦促以色列認真執行聯合國安理會決議立即解除封鎖，改善加薩走廊局勢。
2012年11月，以色列國防軍展開名為「雲柱行動」的軍事行動，哈馬斯控制的加薩地區進行打擊。中国外交部发言人洪磊在例行记者会上表示，中方对以方的大规模军事行动表示严重关切，谴责任何造成平民伤亡的行为；同时敦促有关方面特别是以方保持克制，避免事态升级。
2014年加薩戰爭期間，中國外交部發言人洪磊2014年7月9日在回應暴力事件時表示：「我們認為，訴諸武力、以暴制暴無助於解決問題，只會加劇仇恨。我們敦促有關各方從和平大局和人民生活大局出發，立即實現停火，堅持和談的戰略選擇，爭取早日復談。
2023年以色列—哈馬斯戰爭，中國发布声明表示对当前巴以紧张局势加剧和暴力升级深表关切，呼吁有关各方保持冷静克制，立即停火，保护平民，防止局势进一步恶化。但由於北京始終拒絕譴責哈馬斯的突襲，引起以色列的批评。外交部发言人毛宁在之后的新闻发布会称中方對衝突造成平民傷亡感到非常痛心，同時亦反對和譴責傷害平民的這種行為，但同時指出以巴冲突問題的根源是以色列不斷吞噬本屬於巴勒斯坦的領土，及逼害巴勒斯坦人。在這次記者會中，雖然中國譴責任何傷害平民的行為，但依舊沒有點名批評哈馬斯。2023年10月14日，外交部长王毅表示，以色列在以巴冲突的行为已超越自卫范围，应停止对加沙地带民众的集体惩罚。媒体普遍体认为中国的立场偏向阿拉伯及巴勒斯坦阵营。
2023年10月15日，俄羅斯向聯合國安理會提交了呼籲人道主義停火的決議草案，被美國否決。10月18日，巴西向聯合國安理會提交了修正後的停火決議草案，這份草案得到安理會15個成員國中12個成員國支持，呼籲向加薩平民提供援助，但再度被美國動用否決權否決，受到中國在內的多個安理會成員國批評。人權觀察組織的路易斯夏博諾表示，美國再次「憤世嫉俗地使用否決權，阻止聯合國安理會在以色列和巴勒斯坦遭受前所未有的大屠殺時採取行動」。美國駐聯合國大使琳達·托馬斯·格林菲爾德辯解說，美國否決草案是「希望有更多時間讓美國發揮務實外交」，同時又批評該案文沒有提及以色列的自衛權。10月24日，中国驻联合国代表张军表示，安理会必须用清晰、明确的语言要求立即停火；各国应当坚持人类道德良知，而不是固守地缘政治算计，更不应搞双重标准，被認為是在批評美國。
2023年10月26日，聯合國大會召開緊急特別會議，約旦代表22個阿拉伯國家及中國草擬決議案提交聯合國大會，要求以色列和巴勒斯坦武裝團體哈瑪斯立即人道主義停火，讓援助物資進入加薩走廊並保護平民，並譴責所有針對巴以平民的暴力行為，未點名哈馬斯。。聯合國193個成員國於10月27日對決議案進行投票，最終以120票贊成、45票棄權、14票反對，壓倒性通過決議，跨越投票國2/3多數門檻。结果表决後，現場隨即爆發一片掌声。伊拉克起初投了弃权票，但事後說明是因為技术問題投票按鈕失靈，因此最终计票结果为121票赞成、44票弃权。
2024年1月，以国防军表示，哈马斯在加沙地带使用大量中国制造的武器装备。

## 經貿關係
2022年，中巴雙邊貿易額為1.58億美元，同比增長23.2％。主要為中華人民共和國對巴勒斯坦出口。其中中國出口1.58億美元、同比增長23.5％，進口1.9萬美元，同比下降94.3％。

## 交通

### 航空

#### 客运
两国无直航班机，且巴勒斯坦唯一的亚西尔·阿拉法特国际机场也因故关闭，可先从中国机场→直航第三地→以色列機場、約旦機場、埃及機場等周边国家→巴勒斯坦。
由以色列进入巴勒斯坦的距离最近，可经由：
- 上海-浦东，再转机前往以色列的國際機場（英语：List of airports in Israel）。
- 北京-首都、上海-浦东、深圳、香港→以色列。
- 深圳、香港→以色列。
- 香港→以色列。
- 北京-首都、上海-浦东、深圳、香港→以色列。

## 外部連結
- 中華人民共和國駐巴勒斯坦國辦事處官方網站（简体中文）（英文）